# Iulian Levinski
Iulian Levinski (1859–1923) a fost un politician român, primar al orașului Chișinău între 1910-1917 și 1920–1922.
Iulian Levinski a mai activat ca inspector industrial. Socrul său a fost Alexandru Cotruță (1828–1905).

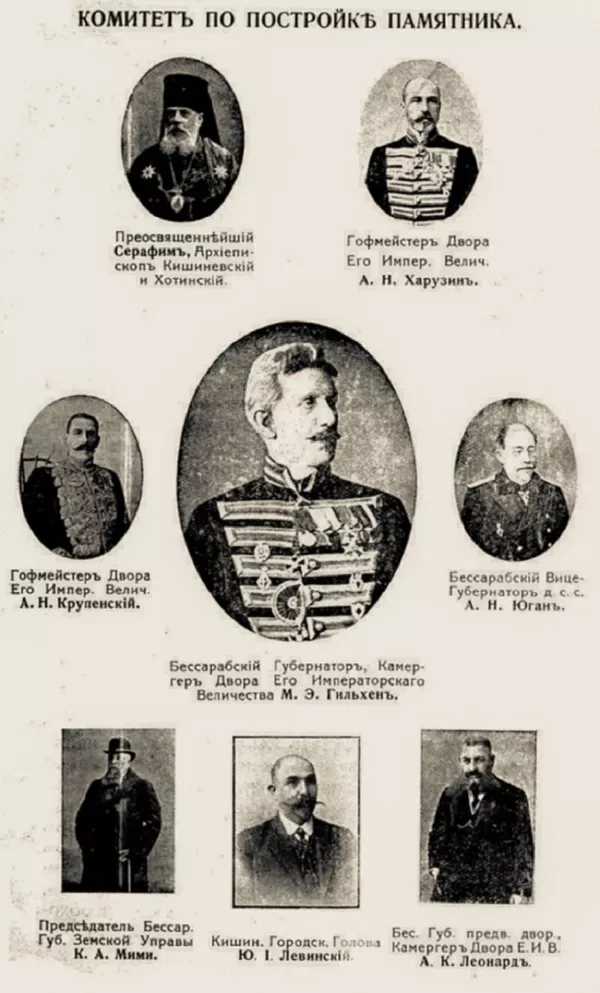
Membrii comisiei pentru construirea monumentului lui Alexandru I la Chișinău, 1911. În ordinea acelor de ceasornic: Serafim, arhipiescopul de Chișinău și Hotin, Aleksei Haruzin, fost guvernator al Basarabiei, Aleksandr Iugan, vice-guvernator al Basarabiei, Aleksandr Leonard, conducător al nobilimii basarabene, primarul Iulian Levinski, Constantin Mimi, latifundiar basarabean, Aleksandr Krupensky, mareșal al nobilimii din Basarabia și guvernatorul Basarabiei, Mihail Ghilhen în prim-plan.